# Liste von Bauwerken in Mariánské Lázně
Die Liste von Bauwerken in Mariánské Lázně beinhaltet die bedeutendsten Bauwerke (Kurhäuser, Kolonnaden, Hotels, Villen und öffentliche Gebäude) aus der Zeit von 1850 bis 1930 in Marienbad. Die aufgeführten Gebäude geben einen Überblick über die Architekturgeschichte dieser Jahre und ihre Architekten (soweit bekannt). Sie führen den Betrachter durch die Architekturstile dieser Zeit, insbesondere den Historismus und Sezessionsstil.
Viele dieser Bauten stehen unter Denkmalschutz. Diese Liste ergänzt die Liste der denkmalgeschützten Objekte in Mariánské Lázně.
Das Zentrum der Stadt mit den historischen Bauwerken ist 1992 zu einer städtischen Denkmalzone erklärt worden.
Seit 2021 gehört Marienbad zusammen mit weiteren europäischen Kurstädten zum Weltkulturerbe „Bedeutende Kurstädte Europas“ und damit zu den UNESCO-Welterbestätten in Tschechien.

## Liste von Bauwerken in Marienbad
Die bedeutendsten moderneren Bauwerke sind in dieser Liste zusammengestellt. Gebäude, die unter Denkmalschutz stehen, sind mit der ÚSKP-Nr. der Zentralen Liste der Kulturdenkmale der Tschechischen Republik (Ústřední seznam kulturních památek České republiky) gekennzeichnet.

| Bild | Name des Bauwerks                                                                       | Adresse und Lage                                         | Architekt                                             | Baujahr   | Bemerkung |
| ---- | --------------------------------------------------------------------------------------- | -------------------------------------------------------- | ----------------------------------------------------- | --------- | --- |
|      | Rathaus                                                                                 | Ruská 155/3 (früher Jägerstraße) (Lage)                  | Friedrich Zickler (1829–1899)                         | 1878      | |
|      | Stadttheater (ÚSKP-Nr. 18463/4-4047)                                                    | Třebízského 106/1 (früher Waldbrunn-Straße) (Lage)       | Friedrich Zickler                                     | 1865–1868 | Umbau 1904 von Humbert Walcher von Molthein (1865–1926) |
|      | Kurhaus Neues Bad (Nové lázně) (ÚSKP-Nr. 28105/4-4284)                                  | Reitenbergerova 53/2 (Lage)                              | Josef Schaffer (1862–1938)                            | 1893–1896 | |
|      | Gesellschaftshaus mit Kursaal und Casino (ÚSKP-Nr. 14294/4-4230)                        | Reitenbergerova 95/4 (Lage)                              | Josef Schaffer                                        | 1899/1900 | mit Marmorsaal, später Casino (1858) und Umbau durch Friedrich Zickler (1899)                                                                                     |
|      | Zentralbad, urspr. Altes Bad (Centrální lázně) (ÚSKP-Nr. 102064)                        | Goethovo náměstí 1/29 (früher Kirchenplatz) (Lage)       | Josef Schaffer                                        | 1892      | jetzt Kurhaus Spa Hotel Maria |
|      | Moorbad (Lázně Slatinné)                                                                | Goethovo náměstí 2/27 (Lage)                             |                                                       | 1880–1882 | jetzt Maria Spa |
|      | Karolinen-Kolonnade und Rudolfsbrunnen (Seitenflügel)                                   | Goethovo náměstí (Lage)                                  | Friedrich Zickler                                     | 1871/72   | |
|      | Dekanatskirche Mariä Himmelfahrt (Kostel Nanebevzetí Panny Marie) (ÚSKP-Nr. 36117/4-53) | Goethovo náměstí 110/31 (Lage)                           | Johann Gottfried Gutensohn (1792–1851)                | 1844–1850 | |
|      | Hotel Bayrischer Hof                                                                    | Goethovo náměstí 4/23 (Lage)                             |                                                       |           | jetzt Hotel Skalník |
|      | Hotel Stern (Hvězda) (ÚSKP-Nr. 50829/4-5238)                                            | Goethovo náměstí 7/21 (Lage)                             | Arnold Heymann (1870–1950)                            | 1905      | jetzt Hotel Spa Resort Hvězda |
|      | Villa                                                                                   | Karlovarská 201/6 (früher Carlsbader Straße) (Lage)      |                                                       |           | |
|      | Villa Therese                                                                           | Karlovarská 6/3 (Lage)                                   | Josef Schaffer (1862–1938)                            | 1894/95   | |
|      | Hotel Esplanade (ÚSKP-Nr. 37496/4-4238)                                                 | Karlovarská 434/15 (Lage)                                | Arnold Heymann                                        | 1911      | |
|      | Villa Hubertus                                                                          | Karlovarská 348/13 (Lage)                                | Arnold Heymann                                        | 1911      | jetzt Dependance des Hotels Esplanade |
|      | Ehem. Café Forstwarte mit Aussichtsturm (Rozhledna Kamzík)                              | Kamzík (Lage)                                            |                                                       | 1898      | Aussichtsturm auf dem Berg Kamzík (750 m) |
|      | Hotel Schwarzer Adler (Černý orel)                                                      | Goethovo náměstí 8/17 (Lage)                             |                                                       |           | |
|      | Hotel Weimar (ÚSKP-Nr. 26002/4-4231)                                                    | Goethovo náměstí 9/15 (Lage)                             | Arnold Heymann                                        | 1904/05   | urspr. Schloss des Grafen Franz Josef von Klebelsberg (1774–1857), jetzt Hotel Kavkaz                                                                             |
|      | Stadtmuseum – Goethehaus (ÚSKP-Nr. 33197/4-55)                                          | Goethovo náměstí 11/11 (Lage)                            |                                                       | 1818      | ehem. Haus „Zur Goldenen Traube“, in dem Johann Wolfgang von Goethe 1823 wohnte                                                                                   |
|      | Ehem. Jüdisches Spital mit Bethaus (Židovský špitál s modlitebnou)                      | Lesní 102/6 (früher Waldstein-Platz) (Lage)              |                                                       | 1860/61   | |
|      | Kurhotel Royal                                                                          | Lesní 345/5 (Lage)                                       |                                                       |           | [ 9 ] |
|      | Hotel Belvedere                                                                         | Goethovo náměstí 16/1 (Lage)                             |                                                       |           | |
|      | Ehem. Hotel Klinger                                                                     | Stephansstraße / Untere Kreuzbrunn-Straße (Lage)         |                                                       |           | Bau gegenüber vom Reitenberger-Denkmal, Inhaber war der Hotelier Albert Klinger (1779–1855), abgerissen                                                           |
|      | Restaurant U Zlaté koule (Goldenes Ballhaus)                                            | Nehrova 26/3a (früher Nehr-Straße) (Lage)                |                                                       |           | |
|      | Hotel Merkur (ÚSKP-Nr. 19401/4-4243)                                                    | Masarykova 25/3 (früher Untere Kreuzbrunn-Straße) (Lage) | Arnold Heymann                                        | 1905      | urspr. Bankhaus Merkur mit Innenraum-Gestaltung von Adolf Loos (1931)                                                                                             |
|      | Hauptkolonade (Hlavní kolonáda) (ÚSKP-Nr. 29745/4-57)                                   | Goethovo náměstí 625/33 (Lage)                           | Hans Miksch (1846–1904)                               | 1888/89   | gusseiserne Konstruktion, hergestellt in der Eisenhütte Blansko                                                                                                   |
|      | Kreuzbrunnen - Musikpavillon (Křížový pramen - hudební pavilon)                         | Goethovo náměstí (Lage)                                  | Wilhelm Baumgarten (1885–1959)                        | 1912/13   | |
|      | Hotel Labe                                                                              | Masarykova 21/7 (früher Obere Kreuzbrunn-Straße) (Lage)  |                                                       |           | |
|      | Heilbad (Léčebné lázně)                                                                 | Masarykova 22/5 (Lage)                                   |                                                       |           | |
|      | Hotel Reitenberger                                                                      | Ibsenova 92/2 (früher Schiller-Straße) (Lage)            | Josef Schaffer                                        | 1904      | urspr. Prämonstratenser-Kloster, Hotel Stift-Tepler-Haus, später Hotel Kolonnade, jetzt benannt nach dem Abt des Stifts Tepl Karl Kaspar Reitenberger (1779–1860) |
|      | Hotel Flora                                                                             | Purkyňova 128/1 (Lage)                                   |                                                       | 1875      | seit 1881 im Besitz der Nachkommen des Gartenarchitekten Wenzel Skalnik (1776–1861)                                                                               |
|      | Ehem. Halbmayr’s Haus                                                                   | Mírové náměstí 32/11 (früher Franz-Joseph-Platz) (Lage)  |                                                       | 1870      | Hotel, Bauherr: Josef Dyonys Halbmayr (1813–1879), abgerissen |
|      | Evangelische Kirche ÙSKP 31133/4-4240                                                   | Mírové náměstí 90/7 (Lage)                               | Christian Gottlieb Cantian (1794–1866)                | 1853–1857 | |
|      | Badehaus                                                                                | Mírové náměstí 104/5 (Lage)                              |                                                       |           | urspr. Haus Brüssel, jetzt Asklepion-Lasercentrum und Restaurant „Libuše Polidarová“                                                                              |
|      | Grandhotel Ott (Pacific) (ÚSKP-Nr. 45891/4-4232)                                        | Mírové náměstí 84/1 (Lage)                               | Arnold Heymann                                        | 1904/05   | Inhaber war Caspar Ott (1851–1923) |
|      | Hotel Bristol                                                                           | Ibsenova 198/1 (Lage)                                    |                                                       |           | |
|      | Ehem. Grundschule                                                                       | Ibsenova 87/4 (Lage)                                     |                                                       | 1853      | jetzt Pension Gold Residence |
|      | Villa Palladio (ÚSKP-Nr. 23423/4-4241)                                                  | Chopinova 343/2 (Lage)                                   | Josef Schaffer                                        | 1899/1900 | |
|      | Hotel Carlton (Svoboda) (ÚSKP-Nr. 29860/4-4239)                                         | Chopinova 393/6 (Lage)                                   | Josef Forberich (1876–um 1928)                        | 1907      | errichtet für Wilhelm und Anna Zörkendörfer |
|      | Kolonnade am Waldbrunnen im Martinspark (ÚSKP-Nr. 19345/4-4236)                         | Třebízského 693 (früher Waldbrunn-Straße) (Lage)         | Friedrich Zickler                                     | 1869      | |
|      | Musikpavillon am Waldbrunnen im Martinspark                                             | Třebízského 693 (Lage)                                   |                                                       |           | |
|      | Marienkapelle (ÚSKP-Nr. 29254/4-5187)                                                   | Chopinova (Lage)                                         | Josef Forberich                                       | 1909      | Kapelle der Schmerzen Mariens (fälschlicherweise auch „Liebeskapelle“ genannt), benannt nach dem Stifter Julius Laska (Theaterdirektor in Marienbad)              |
|      | Villa Capri                                                                             | Třebízského 208/23 (Lage)                                | Alexander Zickler                                     | 1887      | |
|      | Villa Quisisana                                                                         | Třebízského 211/29 (Lage)                                | Adolf Jäger (1867–1935)                               | 1892      | jetzt Villa Gloria |
|      | Hotel Zvon (Glocke)                                                                     | Hlavní třída 68/6 (früher Kaiserstraße) (Lage)           |                                                       |           | jetzt OREA Spa Hotel Palace Zvon |
|      | Häuser Balmoral und Osborne (ÚSKP-Nr. 22013/4-4234)                                     | Hlavní třída 389/14; 390/14a (Lage)                      | Josef Schaffer                                        | 1900–1904 | urspr. Bäder-Inspektion, jetzt Sprachen-Institut der Karlsuniversität Prag                                                                                        |
|      | Hotel Wilhelmshöhe (Splendid)                                                           | Ruská 158/4 (Lage)                                       |                                                       |           | |
|      | Hotel New York (ÚSKP-Nr. 27146/4-4237)                                                  | Hlavní třída 50/34 (Lage)                                | Arnold Heymann                                        | 1903      | jetzt Hotel Polonia |
|      | Palasthotel Fürstenhof und Dependance Hotel New York (ÚSKP-Nr. 35389/4-4117)            | Hlavní třída 100/40 (Lage)                               | Arnold Heymann                                        | 1904/05   | jetzt Hotel Bohemia |
|      | Hotel Excelsior                                                                         | Hlavní třída 121/46 (Lage)                               |                                                       | 1871      | |
|      | Ehem. Anglikanische Kirche (ÚSKP-Nr. 21626/4-3785)                                      | Ruská 98/5 (Lage)                                        | William Burges (1827–1881)                            | 1879      | Baumeister: Friedrich Zickler; nach Rekonstruktion seit 1994 als Ausstellungs- und Konzertsaal genutzt                                                            |
|      | Gymnasium und Handelsakademie                                                           | Ruská 355/7 (früher Schulstraße) (Lage)                  | Josef Schaffer                                        | 1900–1903 | ehem. Medizinisches Institut |
|      | Russisch-orthodoxe Kirche des Heiligen Wladimir (ÚSKP-Nr. 26211/4-54)                   | Ruská 347/9 (Lage)                                       | Gustav Wiedermann (1850–1914)                         | 1900/01   | |
|      | Ehem. Synagoge                                                                          | Hlavní třída 180 (Lage)                                  | Eduard Stern                                          | 1884      | ehem. Lage zwischen Hlavní třída 60 und 62 |
|      | Ehem. Militärkurhaus (Kronprinz-Rudolf-Stiftung)                                        | Hlavní třída 166/62 (Lage)                               | Alois Wurm Ritter von Arnkreuz (1843–1920)            | 1880/81   | |
|      | Baťa-Kaufhaus (Obchodní dům Baťa) (ÚSKP-Nr. 50830/4-5239)                               | Dykova 144/1 - Hlavní třída 66-68 (Lage)                 | Vladimír Karfík                                       | 1932      | funktionalistisches Eckhaus, 2015 abgerissen |
|      | Hotel Falkensteiner (ÚSKP-Nr. 50625/4-5224)                                             | Ruská 123/11 (Lage)                                      | Emil von Förster (1838–1909)                          | 1873/74   | |
|      | Villa St. Martin                                                                        | Ruská 436/42 (Lage)                                      | Josef Forberich                                       |           | |
|      | Villa Dornröschen                                                                       | Ruská 418/44 (Lage)                                      | Josef Forberich                                       | 1909      | jetzt Villa Šípková Růženka (Dornröschen) |
|      | Villa Kyffhäuser                                                                        | Ruská 419/46 (Lage)                                      | Josef Forberich                                       | 1909      | jetzt Villa Sněhurka (Schneewittchen) |
|      | Hotel Egerländer                                                                        | Příkrá 218/4 (Lage)                                      |                                                       | 1901      | jetzt Chateau Monty SPA Resort |
|      | Stadtbibliothek (ÚSKP-Nr. 28828/4-4249)                                                 | Hlavní třída 370/3 (Lage)                                |                                                       |           | |
|      | Turnhalle                                                                               | Tyršova 438/19 (Lage)                                    |                                                       | 1913      | |
|      | Kino Slavia                                                                             | Nerudova 437/2 (Lage)                                    |                                                       |           | |
|      | Hotelfachschule Marienbad                                                               | Komenského 449/2 (Lage)                                  |                                                       | 1928      | |
|      | Bahnhof                                                                                 | Nádražní náměstí 292/3 (Lage)                            |                                                       |           | |
|      | Hotel Rübezahl (Krakonoš) (ÚSKP-Nr. 27142/4-4248)                                       | Mariánské Lázně 591 (Lage)                               | Arnold Heymann                                        | 1902      | jetzt Hotel Krakonoš |
|      | Ehem. Markthalle (ÚSKP-Nr. 103339)                                                      | Dusíkova 328/6 (Lage)                                    | Josef Schaffer                                        | 1898      | jetzt Residence Hamelika |
|      | Villa Herzig                                                                            | Dusíkova 62/4 (Lage)                                     |                                                       | 1875      | ehem. Villa des Bürgermeisters August Herzig, jetzt Villa Patriot                                                                                                 |
|      | Kurhaus Coppélia (ÚSKP-Nr. 27368/4-4251)                                                | Anglická 137/11 (früher Ferdinands-Straße) (Lage)        |                                                       | 1875      | urspr. Haus Coburg |
|      | Postamt                                                                                 | Poštovní 160/17 (Lage)                                   |                                                       |           | urspr. Hotel Rudolfshof |
|      | Villa Luginsland (auch Villa LIL = Look In Land) (ÚSKP-Nr. 27617/4-4247)                | Anglická 336/2 (Lage)                                    |                                                       | 1898/99   | Bauherr: Maxmilian Halbmayr |
|      | Villa St. Georg (ÚSKP-Nr. 26395/4-4242)                                                 | Anglická 358/4 (Lage)                                    |                                                       | 1913      | |
|      | Hotel St. Antonius (Hotel Svatý Antoníček) (ÚSKP-Nr. 13998/4-4245)                      | Anglická 472/6 (Lage)                                    | Alois Kolb                                            | 1926      | |
|      | Hotel Bellevue (ÚSKP-Nr. 36206/4-4246)                                                  | Anglická 281/8 (Lage)                                    |                                                       |           | ehem. Genesungsheim di Vittorio |
|      | Villa Bellevue                                                                          | Boženy Němcové 446/1 (früher Morgenzeile) (Lage)         | Josef Forberich                                       |           | Villen in der Božena-Němcová-Straße |
|      | Kolonnade am Ferdinandsbrunnen (ÚSKP-Nr. 28397/4-4258)                                  | Anglická 270/49 (Lage)                                   |                                                       | 1827      | |
|      | Pavillon Rudolfsbrunnen (ÚSKP-Nr. 22455/4-4250)                                         | Dobrovského (Lage)                                       |                                                       | 1902      | |
|      | Hotel in Marienbad                                                                      |                                                          | Hubert Gangl (1874–1932)                              |           | |
|      | Villa Regent in Mariánské Lázně-Úšovice (Auschowitz)                                    | Anglická 116/23 (Lage)                                   | Josef Forberich                                       |           | urspr. Villa Hubertusburg |
|      | Villa Bismarck (St. Leonhard) in Mariánské Lázně-Úšovice                                | Anglická 117/25 (Lage)                                   | Josef Forberich                                       | 1902      | ab 1928 Villa St. Leonhard, Besitzer: Leonard und Ida Danzer, ab 1938 Villa Bismarck, jetzt Villa Morava                                                          |
|      | Hotel Miramonte in Mariánské Lázně-Úšovice (ÚSKP-Nr. 24216/4-4244)                      | Pod Panoramou 133/4 (Lage)                               | Eduard Prandl (1871–1922)                             | 1904/05   | Bauherr: Leopold Spitzer |
|      | Hotel Panorama in Mariánské Lázně-Úšovice (ÚSKP-Nr. 34211/4-4257)                       | Pod Panoramou 90/5 (Lage)                                | Alois Korb                                            | 1892      | urspr. Café Panorama |
|      | Aussichtsturm auf dem Hamelika-Berg in Mariánské Lázně-Úšovice                          | Mariánské Lázně 708 (Lage)                               | Friedrich Zickler                                     | 1876      | urspr. Kaiserhöhe auf dem Berg Hamelik (723 m) |
|      | Villa Zampach in Mariánské Lázně-Úšovice                                                | Zeyerova 240/22 (Lage)                                   | Heinrich Scherrer                                     | 1926      | erbaut für JUDr. Franz Xaver Žampach, jetzt Pension George |
|      | Stadtkrankenhaus in Mariánské Lázně-Úšovice                                             | U nemocnice 91/3 (Lage)                                  | Josef Schaffer                                        | 1893–1894 | |
|      | Ehem. Pferderennbahn (Dostihové závodiště) in Mariánské Lázně-Úšovice                   | Plzeňská (Lage)                                          | Emil Hoppe (1876–1957) und Otto Schönthal (1878–1961) | 1923      | |
|      | Pavillon am Antoniusbrunnen in Mariánské Lázně-Úšovice                                  | Palackého (Lage)                                         |                                                       | um 1925   | benannt nach der Pfarrkirche des hl. Antonius in Úšovice |

## Liste von Parkanlagen und Heilquellen in Marienbad
Neben den Bauwerken sollen hier auch die wichtigsten Parkanlagen und Heilquellen von Marienbad genannt werden:
- Kurpark Marienbad (Skalnik-Park) im Stil eines englischen Landschaftsparks, ab 1817 gestaltet vom Gartenarchitekten Wenzel Skalnik (1776–1861) (tschech. „Václav Skalník“), siehe BLKÖ:Skalnik, Wenzel und marianskelazne.cz
- Park Mitte (Park Střed) marianskelazne.cz
- Park am Ferdinandsbrunnen marianskelazne.cz
- Waldpark (Martínkův park) am Waldbrunnen marianskelazne.cz
- Geologischer Park
- Park U nemocnice – Bezruč-Park (Bezručovy sady), benannt nach dem tschechischen Dichter Petr Bezruč (1867–1958), südlich des Kurviertels

- Alexandrinenquelle bzw. Alexandraquelle (Alexandřin pramen) im Kurpark, benannt nach der Prinzessin Alexandrine von Preußen (1803–1892) marianskelazne.cz
- Ambrosiusquellen (Ambrožovy prameny), benannt nach Hieronymus Ambrosius (1741–1767), Abt des Klosters Tepl marianskelazne.cz
- Ferdinandquelle (Ferdinandův pramen) (vermutlich die erste entdeckte Heilquelle Marienbads), benannt nach Kaiser Ferdinand I. marianskelazne.cz
- Karolinenquelle (Karolinin pramen), benannt nach der Kaiserin Karoline Auguste, Ehefrau von Kaiser Franz I. von Österreich marianskelazne.cz
- Kreuzquelle (Křížový pramen) (seit 1750 als „Sauerbrunnen“ bekannt) marianskelazne.cz
- Marienquelle (Mariin pramen) (als erste Quelle für Bäder benutzt), Namensgeberin für Marienbad marianskelazne.cz
- Rudolfquelle (Rudolfův pramen), benannt nach dem Kronprinzen Rudolf von Österreich-Ungarn (1858–1889) marianskelazne.cz
- Waldquelle (Lesní pramen) (eisenhaltiger Sauerbrunnen), nördlich der Stadt marianskelazne.cz
- Augustinsquelle (Pramen Augustin) marianskelazne.cz
- Edward VII.-Quelle (Pramen Edward VII.), benannt nach dem britischen König Edward VII. (1841–1910) marianskelazne.cz
- Antoniusquelle (Antonínův pramen) marianskelazne.cz
- Bärenquelle (Medvědí pramen) marianskelazne.cz
- Balbinquelle (Balbínův pramen) marianskelazne.cz
- Hamelika-Quelle (Pramen Hamelika)
- Paulinenquelle (Pavlínčin pramen), vermutlich benannt nach der Opernsängerin Anna Pauline Milder-Hauptmann (1785–1838)
- Pfarrer Säuerling (Farská kyselka) marianskelazne.cz
- Piratenquelle (Pirátův pramen) marianskelazne.cz
- Prälatenquelle (Prelátův pramen) marianskelazne.cz
- Davidquelle (Davidův pramen)
- Nietzsche-Quelle (Nietzschův pramen), benannt nach dem Philosophen Friedrich Nietzsche (1844–1900)

Siehe auch: Liste von Denkmälern und Pavillons in Mariánské Lázně